# ペーター・ヨセフ・レンネ

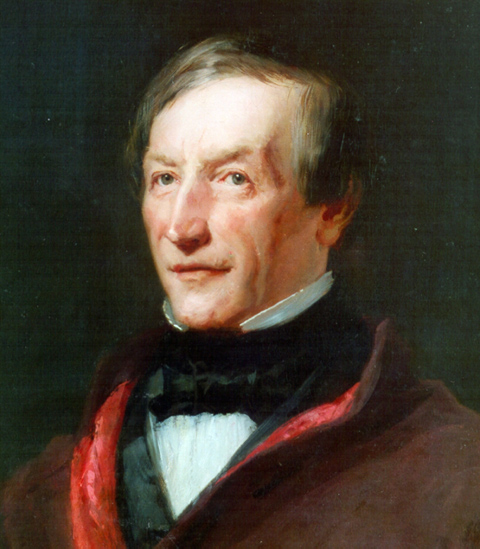
ペーター・ヨセフ・レンネ
(画)カール・ヨーゼフ・ベガス

ペーター・ヨセフ・レンネ（Peter Joseph Lenné、1789年9月29日 - 1866年1月23日）は、ドイツの造園家。

## 経歴等
庭園を対象とする造園家として実務を展開する一方で、公園の設計や都市の緑地計画、また造園の教育者・研究者としても活躍。
彼は庭園について「人の手によるケアなくして健全な存在などあり得ず,不適切なケアは貴重な特質をも台無しにする」と述べている。庭園はデザインするだけでは,また建設するだけでは不十分であり,適切な管理や手入れが必要」と説いている。
ドイツ・ボンに生まれる。生家はプロイセン宮廷庭師の家柄で、自身も宮廷庭師として活動。27歳からなくなるまで、プロイセン宮廷に仕える。先祖はリエージュ（ベルギー）近郊からボンに渡ってきた。
16歳までギムナジウムに通う。1805年、叔父ヴァリエのもとで修行開始。
1809年から各地で修行に出て、造園の知識のほか植物学も学ぶ。1811年、パリに渡りパリ植物園管理官デ・フォンテーヌのもとで働くと同時に植物学の講義を聴講し知識を高める。
1812年帰国し、南ドイツを旅行。つづいて1815年までウィーンに滞在、2年間シェーンブルン宮苑の庭師について修行と植物の勉学に励み、1814年に修行証明書授与。その後ウィーン近郊ラクセンブルク離宮で、父と文通をしながら修行に励む。
1816年から、プロイセン宮廷につとめ、1816年、ポツダムのサンスーシ宮苑にGurtengesell（仮雇用）される以後50年間仕える。1817年、Hotgartnerの地位を断り、1818年、より高いGartennintendanturの任命を受ける。
このころから、自らの職をGarten-Ingenieurと名乗る。
建築家カルル・フリードリッヒ・シンケルの協力もあって、おもにポツダムを中心に活躍した。
ボツダムの仕事で最も有名なプロジェクトにランドスケープの骨組みとして全長3.0kmにも及ぶ中心軸だけを設計したというのがあり、他の部分の建設は全てこの中心軸に沿って建築され、基本的な構造さえ明確で強固なものにできれば,将来的に施設が多様化しても,安定したランドスケープの実現が可能であることを示したのである。
1819年、シャルロッテンブルク宮苑改造案とティーアガルテン大改造プランを国王に提出。こうして1818年から1832年にかけてと1840年の2回、ティーアガルテンの内部を改造。1840年の計画案では市民が誰でも利用できるような新しいパークシステムの発想を導入。誰でも利用できる公共スペースの設置というアイデアは非常に重要なものされている。
1821年、国王宛に大規模苗園と庭師教育機関の設置願を提出。苗園は不承認であったが、教育機関設置の方は実現する。こうして、ヴィルトパルクにプロイセン王立造園師養成学校が誕生。同校はのちにグフタフ・マイヤー、フリッツ・エンケ、エルヴィン・バルトらを輩出する。
1822年、初めてイギリスを旅行する。1824年、Gartendirektorに任命される。同年、マクデブルク市から公園設計を依頼されると同時に、市の都市計画にも関わる。
1840年、ベルリン都市改造計画「ベルリンおよび周辺地域の美化並びに街路網計画」を内務省に提出。
1840年、フイードリッヒハイン、シュプレー川沿遊歩道などを手がける。
1854年、プロイセンGeneral-Gardendirektorに任命され、国内全宮殿庭園家の総責任者となる。
1857年、ウィーン城壁撤去後都市改造計画コンペに応募。
1864年、ケルンの「フロラ」（植物園）設計。1866年、エンデ＆ベックマン事務所と、ヴィルヘルムスヘーエ郊外住宅地計画を手がける。

## 実績等
代表作は多数あり、1850年代にてがけたローゼンタールの庭園や1816年から1826年にかけての、サンスーシーの小クリニッケと庭園があり、これは1840年には大規模な風景式庭園に改造している。手がけた庭園は、旧形式の整形幾何学式が多いが、一方でポツダムやノベルスベルク、グリーニッケなどに風景式の林苑なども設計している。
1813年にマクデブルクの市域拡大にともなう修道院移設によって、跡地に計画されたドイツ最初の公園のひとつ、フリードリッヒ・ウィルヘルムスパルク、フリードリッヒハインも1824年にレンネが計画。設計図書には植栽する樹木植物の一覧まで添付されていたという。
またノベルスベルクの造園施工業務にも協力、ほか同地では動物園などを手がけている。
1839年、ベルリンのティーアガルテン計画案には、ナポレオンに抗して戦った記念碑を盛り込んでいる。
1861年からは、ライプツィヒ市のパークシステム案ダイチプロムナードなどを立案設計。1863年には周辺の開発整備案をザイフェルドと共同立案したライプツィヒ市建設官ヴィッテンベルクと共同でヨハンナ公園を設計する。